# Bastonets (Algemesí)
Els bastonets és un tipus de ball de bastons, a manera de dansa guerrera, tradicional del País Valencià. Actualment es balla principalment a Algemesí, on ha perdurat fins als nostres dies, durant les Festes de la Mare de Déu de la Salut. És molt semblant al ball de bastons de Catalunya, així com altres danses d'Aragó i de Castella i Lleó. També es coneix per bastonet cadascun dels integrants de la dansa.

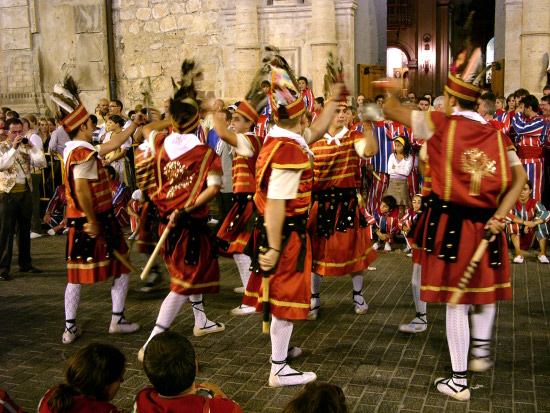
Grup de bastonets en les Festes de la Mare de Déu de la Salut d'Algemesí

Els bastonets d'Algemesí van ser declarats Patrimoni Cultural Immaterial de la Humanitat per la UNESCO l'any 2011 juntament amb els altres elements i danses de les festes del municipi valencià (com la Muixeranga).

## Descripció
La dansa està formada per huit balladors amb un bastó de fusta a la mà dreta i una planxa de ferro a l'esquerra, que colpegen entre ells per realitzar les coreografies. Els bastonets tenen quatre posicions: punter de fora, punter costat de fora, punter de dins y punter costat de dins. La primera de totes és la més difícil, perquè és la que més desplaçaments fa. Hi ha dansadors que saben ballar totes les posicions, però allò més comú és que cadascú tinga una posició assignada i nomes balle eixa.
Avui dia, a les Festes d'Algemesí ballen quatre grups de bastontes, dos d'homes (vestits de roig) i dos de dones (vestides de blau), i cada grup té, a més, reserves. Tradicionalment, els membres eren llauradors, concretament esporgadors.

## Origen i evolució
Encara que actualment els bastonets més coneguts i importants són els d'Algemesí, en realitat no podem afirmar que la dansa siga, en origen, única d'aquest lloc. Més aviat, en temps enrere eren molt comuns a moltes altres localitats de la geografia valenciana, com així està testificat que es feien a Albalat de la Ribera, Polinyà de Xúquer, Alzira, Benifaió, l'Alcúdia, Sueca, Gandia, Carcaixent, Soneixa, Meliana, Alginet, Catarroja, Titaigües, Llíria, Cullera o Sollana, entre d'altres. La importància d'Algemesí rau que és en aquest municipi on s'han conservat fins a l'actualitat, mentre que a la resta van acabar desapareixent durant el segle XX.
Aquestes danses, que simulen el combat de dos bàndols armats amb bastons i planxes, són una modalitat molt estesa pel món i estan constatades des de fa segles. De fet, ja es mencionen aquests balls a la Corona d'Aragó al segle XII, encara que no és fins al segle XVII que les trobem en un format ritual estandarditzat.
Encara que es pensa que els bastonets ja podrien haver estat presents a les festivitats d'Algemesí el 1724, en realitat no apareixen documentats a la localitat fins al 1839, on es mencionen als llibres de comptes de la Festivitat amb el nom de «danza de los ocho». Posteriorment, també apareixen citats com a «danza de los hombres», i a la fi del segle XIX com a «danza de los palos» o «baile de los indios».
El coneixement de l'evolució de la dansa al llarg del segle XIX és molt escàs, i només se'n conserva el nom d'uns quants mestres, com ara Domingo Sabater Ferrís (1880) o Salvador Esteve Carpi (1888). També se sap que el repertori musical ja era variat. Durant tot el primer terç del segle xx, el mestre dels bastonets va ser Vicente Quiles Vendrell (1876-1966).
Després de la Guerra Civil, per motius desconeguts, la forma del ball va canviar completament. Així com abans dansaven els llauradors adults, a partir d'aquell moment van començar a fer-ho els nens de poc més de deu anys (com també va passar en altres col·lectius de les Festes). El 1939, els bastonets no van eixir a la processó, però el 1940 Carmel el Paresant, que va ballar abans del conflicte bèl·lic, va ensenyar les danses a un grup de nens, que després van continuar durant una dècada.
Des d'aleshores, es van succeir diferents grups de balladors. Generalment eren amics que solien romandre durant uns deu anys, i normalment es retiraven tots alhora, encara que de vegades un es quedava per ensenyar el repertori als novells. Durant aqueixos anys, el ball va continuar evolucionant i la riquesa de la seua interpretació va disminuir per diversos motius. D'una banda, pels dolçainers, perquè de vegades tocava gent que no coneixia totes les peces musicals de totes les danses. D'altra banda, pels bastonets mateixos, perquè quan es retirava un grup, de vegades ensenyaven als joves novells només uns quants balls, els més fàcils, probablement per falta de temps i de motivació.
Avui dia, la figura del mestre com a supervisor que no balla no existeix com a tal. L'any 2017, degut a la gran demanda de participants, es va crear un nou grup de dones, per la qual cosa actualment les processons d'Algemesí compten amb dos grups d'homes i dos de dones.

## Indumentària
La indumentària actual dels bastonets d'Algemesí consisteix en unes mitges o calces blanques, espardenyes valencianes amb sola de cànem, cos i faldellí de vellut (roig per als homes i blau per a les dones) amb tires daurades de passamaneria. Porten lligat al coll un mocador amb una imatge brodada de la Mare de Déu de la Salut a la morera. També porten una mena de barret amb tires daurades de passamaneria, rematat amb plomes llargues de paó i de colors. A l'esquena porten brodats alguns dels símbols de la Mare de Déu de la Salut, com ho són el pou, la palmera, l'estrela i el monograma de Maria, i la morera estava reservada normalment per al mestre. No obstant això, la estandardització del vestuari es va produir segurament a la segona meitat del segle xx, i anteriorment van vestir d'altres maneres al llarg de la història.
Els bastons fan aproximadament uns 60 centímetres de llargària. El més típic és que estiguen fets de fusta de taronger, després d'assecar-se durant 2 o 3 anys abans de tallar-lo, o de llimoner, que són fustes clares però alhora dures. La planxa està feta de ferro i és rodona, d'uns 12 o 15 centímetres de diàmetre, i és comú que cadascú hi grave el seu nom, o l'any en què va començar a sortir a les processons.

## Repertori musical
Actualment, els bastonets d'Algemesí ballen un total de 22 peces musicals, interpretades per dolçainers i tabaleters. És, amb diferència, la dansa de les Festes de la Mare de Déu de la Salut amb el repertori musical més extens. Tot i això, algunes peces han estat molts anys sense tocar-se, ja siga per oblit dels músics com dels propis bastonets, almenys fins a la seua recuperació en anys recents.
És important assenyalar que, en general, qui escull les cançons que s'interpreten no són els balladors, sinó els dolçainers. Per tant, els músics han d'estar pendents de com tocar les melodies, estar pendents de quines s'han tocat abans (per no repetir-les molt seguides), i també han de saber quan tocar certes peces, ja que alguns carrers d'Algemesí són tan estrets que exigeixen la interpretació d'algunes peces més lentes abans que d'altres de més ràpides, tot depenent del lloc. Actualment, el més comú és que hi haja dos grups separats de músics i cadascú toca la música de dos grups de bastonets (un d'homes i un altre de dones). El ritme del tabal sempre és el mateix, encara que acostuma a accentuar la nota forta de cada pulsació.
Pel que fa a la varietat de melodies, trobem algunes peces amb orígens curiosos i fins i tot llunyans. Podem esmentar La Gallega, que es tracta d'una muñeira. Un altre exemple és El Mambrú, que prové d'una cançó popular francesa, Marlbrough s'en va-t-en guerre, del segle XVIII en el context de la Guerra de Successió. A més, aquesta mateixa melodia troba a l'obra La victòria de Wellington (1813) de Beethoven. Un altre exemple és El Negret, present a més de a Els Negrets de l'Alcúdia, en una cançó popular d'Hispanoamèrica, Pobre Negrita. Aquesta mateixa melodia, segons el dolçainer Xavier Richart Peris, també està present en una nadala de La Alpujarra de Granada, i a l'Intermezzo de la Simfonia espanyola, com un tango, d'Édouard Lalo (1875). Les peces Dos Quinze i Defensa de Planxa contenen un fragment de la Marxa d'Algemesí.
Moltes de les altres obres dels bastonets d'Algemesí són cançons populars a tota la comarca i la província, com les dues últimes esmentades, que són similars a la dansa dels Porrots de Silla; La Corredora, de Guadassuar; o La Fuga (la melodia més recent del repertori), present a Carcaixent, Callosa d'en Sarrià, Xulilla, Torrent, Moixent o Titaigües (una de les melodies de la mojiganga d'aquesta localitat). Aquesta última també està present en altres autonomies com Galícia, Astúries, Castella-la Manxa o Catalunya, entre d'altres.
En total, les 22 peces que ballen els bastonets d'Algemesí durant les Festes de la Mare de Déu de la Salut són: L'U, La Queta, El Paco, la Figuera, Tres Colpets, Sis Colpets, Defensa de Planxa, Defensa de Planxa 2, L'Ampla, La de Planxa, La Gallega, La Corredora (la més ràpida de totes), Set i Dèneu, El Mambrú, La Caceria, Dos Quinze, Dos Quinze 2 (l'única diferència d'aquestes dues és la tonalitat), El Bolero, El Negret, La Gavatxa, La Fuga (de velocitat progressiva) y L'Altar. D'aquesta última podem destacar que comença com L'U, però a meitat de la cançó comença a sonar la melodia de La Muixeranga. Aquesta peça s'interpreta únicament davant d'imatges o plafons ceràmics de la Mare de Déu de la Salut durant el recorregut de les processons, i els balladors formen una mena de triangle i s'agenollen davant de la imatge mariana durant uns segons a manera de reverència i respecte, i just després acaben la peça de nou dansant amb L'U.
Podem fer una menció honorífica a una peça número 23, La Marxeta, recollida fa més d'un segle, que amb el temps va caure en desús fins que es va deixar de ballar.